# Fillér

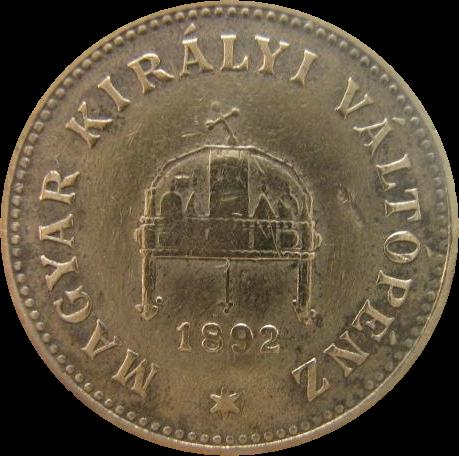
Fillér Monnaie de Hongrie

Le fillér est une monnaie de Hongrie. 
C'est une division du pengő entre les deux Guerres mondiales (1 pengő = 100 fillérs). Le fillér est devenu la division du forint (1 forint = 100 fillérs) lors de son rétablissement le 1er août 1946. 
Le fillér a de fait disparu, il n'est plus en circulation depuis 1999, en raison de la période d'inflation très forte que la Hongrie a connue durant les années 1990.